# Clytra espanoli
Clytra espanoli là một loài bọ cánh cứng trong họ Chrysomelidae. Loài này được Daccordi & Petitpierre miêu tả khoa học năm 1977.